# Aleksandar Antić
Pour les articles homonymes, voir Antić.
Aleksandar Antić (en serbe cyrillique : Александар Антић ; né le 7 mai 1969 à Belgrade) est un homme politique serbe, membre de la présidence du Parti socialiste de Serbie (SPS). À partir du 2 septembre 2013, il est ministre des Transports dans le gouvernement d'Ivica Dačić,. Le 27 avril 2014, il est élu ministre des Mines et de l'Énergie dans le gouvernement d'Aleksandar Vučić.

## Parcours professionnel
Aleksandar Antić sort diplômé de l'École supérieure d'agriculture. Au cours de sa carrière, il devient notamment membre du conseil d'administration de l'entreprise publique JAT Airways (aujourd'hui Air Serbia) et, à partir de 2008, il participe à la direction de la société privée JAT tehnika,,.

## Parcours politique

### Parcours local
Sur le plan local, entre 1992 et 1996, Aleksandar Antić est élu deux fois à l'assemblée municipale de Zvezdara et trois fois à l'Assemblée de la ville de Belgrade. Entre 2004 et 2008, il est président du groupe du Parti socialiste de Serbie (SPS) dans cette assemblée. Le 15 décembre 2008, il est élu pour la première fois président de l'assemblée de la ville, fonction à laquelle il est réélu le 12 juin 2012,,.

### Parcours national
Sur le plan national, aux élections législatives du 21 janvier 2007, il figure en 33e position sur la liste du SPS emmenée par Ivica Dačić ; le score du parti, qui obtient 5,64 % des suffrages et envoie 16 représentants à l’Assemblée nationale de la république de Serbie, ne lui permet pas d'être élu.
Aux élections législatives anticipées du 11 mai 2008, il figure en 23e place, toujours sur la liste du SPS désormais allié avec le Parti des retraités unis de Serbie (PUPS) et Serbie unie (JS). Aux élections législatives du 6 mai 2012, Ivica Dačić emmène une nouvelle fois la liste d'alliance de son parti avec le PUPS et JS ; Antić y figure en 17e position ; la liste obtient 14,51 % des suffrages et 44 députés. Il devient député à l'Assemblée nationale. Dačić est invité à former un gouvernement soutenu par le nouveau président de la république de Serbie Tomislav Nikolić, du Parti progressiste serbe (SNS).
En 2013, une crise politique provoque des tensions au sein de la coalition gouvernementale issue des élections législatives. Ivica Dačić exclut le parti Régions unies de Serbie (URS) de son gouvernement et, notamment, son représentant le plus éminent, président de ce parti et ministre des Finances et de l'Économie, Mlađan Dinkić. Aleksandar Antić renonce à son mandat parlementaire et à sa fonction de président de l'Assemblée de la Ville de Belgrade ; le 2 septembre 2013, il est officiellement élu ministre des Transports,.
Malgré ce remaniement, le 29 janvier 2014, le président Nikolić, à l'instigation d'Aleksandar Vučić, premier vice-président du gouvernement Dačić et président du SNS, dissout l'Assemblée et convoque des élections législatives anticipées pour le 16 mars,. Pendant la campagne, Aleksandar Antić figure en 9e place sur la liste conduite par Ivica Dačić ; cette liste, qui remporte 13,49 % des suffrages et obtient 44 députés à l'Assemblée nationale. permet à Antić de retrouver un mandat de député mais il y renonce le 27 avril 2014 et est élu ministre des Mines et de l'Énergie dans le nouveau gouvernement d'Aleksandar Vučić,.

## Vie privée
Aleksandar Antić est père d'un enfant. Il parle anglais,.